# Karl Fröb
Karl Fröb (Charles Froeb) (* 27. November 1857 in Wächtersbach; † 1946 in New York City) war ein deutscher Auswanderer nach Amerika und dort ein erfolgreicher Unternehmer und Bankier, bedeutender Förderer seiner Geburtsstadt Wächtersbach, Philanthrop. 

## Familie und Werdegang
Karl Fröb, wuchs als eines von vier Kindern von Peter Fröb († Februar 1885, New York) und seiner Frau Katharina Becker († 1888, New York) in Wächtersbach mit einem Bruder und zwei Schwestern auf. Peter Fröb war Bader, der während des Deutsch-Französischen Krieges von 1870 bis 1871 im Hanauer Militär-Lazarett tätig war, wo er schließlich die Stellung eines Oberaufsehers bekleidete. 
Karl Fröb besuchte die örtliche Schule in Wächtersbach. Später wechselte er in die Mittelschule in Frankfurt, die er 1871 erfolgreich abschloss.
1872 wanderte die Familie, wie so viele Andere in dieser Zeit, darunter fast ein Viertel der Bevölkerung Wächtersbachs, aus wirtschaftlichen Gründen nach Amerika aus. Die Familie kam nach New York und Peter Fröb eröffnete einen Friseursalon im Stadtbezirk Brooklyn. 
Karl Fröb lernte in einer Abendschule rasch Englisch und arbeitete etwa 10 Jahre bei in einer Großhandelsfirma für Spirituosen („Liquor house“). Die erworbenen Branchenkenntnisse gestatteten es ihm in Williamsburg (Brooklyn) einen eigenen Großhandel für Spirituosen zu eröffnen. 
1880 heiratete Karl Fröb die 21 Jahre alte Alma Kirchübel. Sie, die Tochter deutscher Einwanderer, die in Brooklyn lebten, war die Junior-Partnerin in seinem Unternehmen. Ihr Vater stammte aus Dresden, die Mutter aus Hamburg. Das Paar hatte 5 Söhne, von denen vier das Erwachsenenalter erreichten. Drei der Söhne traten später in die Firma ihrer Eltern ein, der Vierte wurde Rechtsanwalt. 
Karl Fröb wandte sich später auch dem Bankwesen zu. 
Zu seiner Geburtsstadt behielt er lebenslang Kontakt und förderte sie großzügig, im Rahmen seiner finanziellen Möglichkeiten. 
Er starb 1946, hochbetagt mit 89 Jahren in New York.

## Wirken
Im New Yorker Firmenverzeichnis findet sich im Jahr 1883 erstmals der Likör Großhandel von Charles Froeb Co. in Williamsburg. Das Unternehmen expandierte rasch. Eine der Spezialitäten war der in Keramik-Krügen und Glasflaschen verkaufte Whiskey der Marke „Blue Grass Rye“. Fröbs innovative Werbemethoden mit farbigen Plakaten mit dem Erforscher Kentuckys, dem Pionier und Jäger Daniel Boone brachten der Firma durchschlagende Erfolge. Seit 1907 betrieb die Firma eine Filiale in der Fifth Avenue in Manhattan. Fröb besaß nach eigenen Angaben, auch eine Whiskey-Brennerei oder eine Beteiligung daran in Camp Nelson (Kentucky). „Sogar in noblen Restaurants und Hotels, wie dem historischen „Everett House“ am Union Square, wurde sein Whiskey angeboten“. 
Im Jahre 1914 wandelte Fröb sein Unternehmen in eine Aktiengesellschaft um und wandte sich selbst dem Bankwesen zu. Noch im gleichen Jahr wurde er Vizepräsident der German Savings Bank of Brooklyn, später ihr Präsident. Nach etlichen Fusionen der Bank wurde er schließlich Präsident der Lincoln Saving Bank und blieb es bis zu seiner Pensionierung. 
Fröb war stark am gesellschaftlichen Leben seiner neuen Heimat interessiert und daran auch beteiligt. So war er Mitglied im deutschen Gesangsverein „Arial Singing Society“ und in diversen deutschen Traditionsvereinen, auch Ehrenpräsident des „Hanover Club“ und des „Brooklin Turnvereins“. Als Mitglied der Demokratischen Partei war er 1908 Wahlmann der Partei für die Präsidentschaftswahl. 
In den 1920er und 1930er Jahren unternahm Karl Fröb mehrere Reisen in seine Geburtsstadt Wächtersbach, die letzte 1937. In den schwierigen Jahren 1928/1929 ermöglichte er seiner Heimatstadt, durch eine großzügige Spende, den Bau einer Kulturhalle. „Als 1938 Renovierungsarbeiten an der evangelischen Kirche erforderlich wurden, mussten auch einige der historischen Fenster erneuert werden. Karl Fröb übernahm die Kosten für vier von ihnen, die im unteren Bereich des Fachwerkgiebels über dem Chor der Kirche zu finden sind.“

## Nachwirkungen und Ehrungen
- Nach ihrem, nach Amerika ausgewanderten Sohn und Förderer, der ein Leben lang dennoch mit seiner Stadt verbunden blieb, ist die Karl-Fröb-Straße in Wächtersbach benannt.
- Im Heimatmuseum wird eine Gedenktafel aufbewahrt, die früher an der Stadthalle Wächtersbach (errichtet 1928/29, 1978 durch die Heinrich-Heldmann-Halle ersetzt und abgerissen) befestigt war und die an den Finanzier dieser wichtigen kulturellen Einrichtung der Stadt, Karl Fröb erinnert.
- Eines der durch ihn finanzierten vier Fenster der evangelischen Kirche trägt eine Inschrift, die an Karl Fröb erinnert.